# えなこの○○ラジオ
『えなこの○○ラジオ』（えなこのまるまるラジオ、英字表記: enako's ○○ radio）は、2017年10月8日から文化放送により配信されている映像付きのインターネットラジオ番組である。パーソナリティはえなこ、アシスタントは青木佑磨（学園祭学園）。X（旧Twitter）での推奨ハッシュタグ及び略称は「えなラジ」。
番組開始から2025年3月30日まで、文化放送が運営する超!A&G+にて配信されていたが、超!A&G+のサービス終了に伴い、同年4月6日より配信媒体を同局が運営するQloveR内の「超!A&G+チャンネル」に移行した上で継続。また、同年4月4日（3日深夜）からは地上波（音声のみ）の文化放送（A&Gゾーン）とラジオ大阪（1314 V-STATION）の2局同時ネットで、QloveRの本配信に先行する形で放送開始された。

## 番組概要
「文化放送でラジオ番組をやりたい」というえなこの願望を叶えたラジオであり、コスプレイヤー・えなこの事をもっと皆さんに知ってもらいつつ、アシスタントやリスナーと共に楽しい時間を過ごすことをコンセプトとしたラジオとなっている。
番組タイトルはその○○を皆で埋めていけたらと考え、えなこがつけたものである。毎回番組の最後に番組タイトルの○○部分をえなこに埋めてもらい、その回のタイトルとしている。
スポンサーはムービックとなっており、アニメイトの全面協力により店舗の商品売り上げランキングが発表されるコーナーがある。
2019新型コロナウイルスの感染拡大及び2020年4月7日に政府より出された「緊急事態宣言」を受け、2020年4月12日配信#132より隔週更新となり、同年5月25日に5都道府県（北海道、埼玉県、千葉県、東京都、神奈川県）に対する「緊急事態宣言」が解除されたことに伴い2020年6月21日配信#137より毎週更新に戻ることとなった。

## 配信・放送時間

### 現行
本配信
- QloveR・超!A&G+チャンネル

2025年4月6日 - ：毎週日曜日 21:00 - 21:30
アーカイブ配信
- QloveR・『えなこの○○ラジオ』公式チャンネル

2025年4月6日 - 
超!A&G+チャンネルでの本配信終了後に1週間限定無料オンデマンド配信
2025年3月28日 - 
有料会員向けに過去配信分のアーカイブ（一部）と会員限定のアフタートーク（おまけ動画）などを公開
地上波放送（音声のみ）
- 文化放送、ラジオ大阪（同時ネット）

2025年4月4日 - ：毎週金曜日 3:30 - 4:00（木曜日深夜）
超!A&G+チャンネルでの本配信に先行して放送

### 過去の配信時間
本配信
- 超!A&G+

2017年10月8日 - 2020年4月5日
毎週日曜日 15:00 - 15:30
2020年4月12日 - 2020年6月7日
隔週日曜日 15:00 - 15:30
2020年6月21日 - 2025年3月30日
毎週日曜日 15:00 - 15:30
リピート配信
- 超A&G+

2025年1月1日 - 同年3月26日
毎週水曜日 19:30 - 20:00
アーカイブ配信
- AG-ON Premium

2017年10月9日 - 2020年4月6日
毎週月曜日 12:00頃より1週間限定オンデマンド配信
2020年4月13日 - 2020年6月8日
隔週月曜日 12:00頃より2週間限定オンデマンド配信
2020年6月22日 - 2024年3月25日
毎週月曜日 12:00頃より1週間限定オンデマンド配信
- QloveR・『えなこの○○ラジオ』公式チャンネル

2024年6月 - 2025年3月31日
毎週月曜日 12:00頃より1週間限定オンデマンド配信

## 出演者

### パーソナリティ
- えなこ

### アシスタント
- 青木佑磨（学園祭学園）

## コーナー
アニメイト○○ランキング（#1 - ）
アニメイト及びACOSの全面協力のもと、書籍・音楽・コスプレグッズなどの様々なランキングを紹介し、流行の商品や作品に詳しくなっていくコーナー。
えなこ ガチ恋勢に聞きました!（#28 - ）
リスナーより「えなこガチ恋勢」か「普通のファン」かを名乗った上でえなこの好きなところを送ってもらうコーナー。ガチ恋グッズ案なども募集している。
○○ホビーリコメンド（#29 - ）
リスナーからオススメの趣味を紹介してもらいえなこに新しい趣味を見つけてもらうコーナー。
○○情報局（#30 - )）
えなこと青木がこの番組以外のテレビや雑誌インタビューなどで発言した情報を集め、その発言の真偽を確認するコーナー。2人の情報を引き出すための質問も募集している。
実は○○な女子（#92 - ）
リスナーが好きな「実は○○」を募集しえなこさんの隠れたフェティシズムを探るコーナー。

### 終了したコーナー
えなこの○○プロフ（#1 - #26）
えなこに毎回色々な事に挑戦してもらって、この番組オリジナルのプロフィールを作っていくコーナー。
#1「イラスト」イラストは上手い、ただし政治的
#2「ことわざ」ことわざに詳しかった、しかし魚のいる汚水を飲むし、腐った鯛を食うのでお腹が強い
#3「都道府県の場所」地理に詳しくない、そして名古屋から東京への移動の最中に新潟を経由する
#4「暗算」頭に問題を描くのは苦手だけど、コミケをシミュレーションするとすげぇ計算できる
#5「この生物は何類?クイズ」人間とカエルを同じ哺乳類だと思っている卑怯者
#6「反射速度」正直者
#7「利きウーロン茶」編集が必要
#8「家庭科」運営に不平不満を言う、クレーマー気質
#9「漢字の読み書き」国語が得意、そして共演者への愛情がある
#10「慣用句の意味」漢字だけが得意
#11「野球クイズ」パ
#12「サンタっぽい台詞」寒さに強い
#13「モノマネ」観察力不足
#14「犬の絵」（犬おじさんの絵）
#15「記念日の知識」記念日に詳しいが薄情者
#16「冷たい食べ物食レポ」複雑な家庭環境
#17「英語での挨拶」ウィル・スミスと旧知の仲
#18「手先をどこまで器用に扱えるか」手も上手に動けねぇうえに肩もパキパキ鳴る
#19「バレンタインっぽい台詞」理詰め
#20「なぞなぞ」今はちょっとそれどころじゃない
#21「即興記憶力」ちょっと蜷川に灰皿を投げられて来てください
#22「（#19の更新）バレンタイン告白エチュード」理詰め、そして低めの窓から人の家に入っていく
#22「（#11の更新）野球モーションクイズ」パ、そして正義感が強い
#23「1分間プレゼン」魅力が死にました
#24「ネゴシエイト」チャムチャムがうちに来ました
#26「嘘」えなこの○○ラジオは作家が優秀

### 特別企画
○○インタビュー（#25）
もっと何かえなこさんから引き出したいという番組からの要望のコーナー。
○○ラジオ新コーナープレゼン（#27)
インタビューを受けてスタッフが考えた新コーナーをプレゼンして次回以降の新コーナーを青木が決めるコーナー。
えなこ○○サンタ（#64）
○○プロフのコーナーで好評だったサンタっぽい台詞のリバイバルコーナー。青木がさまざまなシチュエーションでサンタを待つ人を演じ、えなこがシチュエーションに合わせたプレゼントを渡してさらにかわいい一言を添える。
えなこの○○成長チェック（#84）
ラジオやイベントで行うベタな企画に挑戦し、社長にえなこの成長具合を見せつけるコーナー。
クイズ!えなこと青木（#85）
「○○の時えなこがなんというか」「○○の時青木がなんというか」というクイズを出題し、互いの気持ちになって解答を合わせるコーナー。
えなラジインスタバトル!（#85）
二人がお題に沿って撮ってきた写真を名前を出さずに観客に見せ、どちらがよりインスタ映えする写真を撮れるのかを対決するコーナー。
○○ラジオ新コーナー会議（#91）
既存のコーナーの限界が見えてきたため新しいコーナーを考えるコーナー。
えなこわーるど発売記念!三本勝負 (#147)
えなこさんの「勝負?やってやんよ」という意気込みを受け、「イントロ曲紹介」「にらめっこ」「ブロマイド開封」の3つの勝負をして勝った方が負けた方に好きな指令を出せるコーナー。

## テーマソング
オープニングテーマ
「OOps!!」（#15 - #130）
作詞・作曲：青木佑磨 / 編曲：ミヤマジュン / 歌：えなこ×青木佑磨
「届け！W○○KEND（ウィークエンド）」（#131 - ）
作詞・作曲：青木佑磨 / 編曲：杉浦"ラフィン"誠一郎 / 歌：えなこ＆青木佑磨
「わたしの世界ちゃん」（#366 - ）
作詞・作曲：青木佑磨 / 編曲：杉浦"ラフィン"誠一郎 / 歌：えなこ＆青木佑磨
エンディングテーマ
「キミに♡メタモルフォーゼ」（#38 - #132）
作詞・作曲：青木佑磨 / 編曲：杉浦"ラフィン"誠一郎 / 歌：えなこ×青木佑磨
「おさんぽソング」（#133 - ）
作詞・作曲：青木佑磨 / 編曲：杉浦"ラフィン"誠一郎 / 歌：えなこ＆青木佑磨
「アンチェイン」（#367 - ）
作詞・作曲：青木佑磨 / 編曲：杉浦"ラフィン"誠一郎 / 歌：えなこ＆青木佑磨

## 配信リスト

### 2017年
| 回数 | 配信日         | タイトル                                 | えなこの衣装                   | ゲスト | 備考 |
| ---- | -------------- | ---------------------------------------- | ------------------------------ | ------ | ---- |
| #1   | 2017年10月8日  | えなこのドキドキラジオ                   | メイド                         |        |      |
| #2   | 2017年10月15日 | えなこのお魚ラジオ                       | 赤ずきんちゃん(オリジナル衣装) |        |      |
| #3   | 2017年10月22日 | えなこの山口のみなさんごめんなさいラジオ | 〃                             |        |      |
| #4   | 2017年10月29日 | えなこのハロウィンラジオ                 | 悪魔ちゃん                     |        |      |
| #5   | 2017年11月5日  | えなこのそろそろお勉強が必要ラジオ       | 〃                             |        |      |
| #6   | 2017年11月12日 | えなこの騙されたラジオ                   | 猫耳チェックメイド             |        |      |
| #7   | 2017年11月19日 | えなこの特技が無くなったラジオ           | 〃                             |        |      |
| #8   | 2017年11月26日 | えなこのあやふやラジオ                   | ウサちゃん                     |        |      |
| #9   | 2017年12月3日  | えなこの実はできる子ラジオ               | 〃                             |        |      |
| #10  | 2017年12月10日 | えなこのうんともすんともラジオ           | ロップイヤー(オリジナル衣装)   |        |      |
| #11  | 2017年12月17日 | えなこの パ ラジオ                       | 〃                             |        |      |
| #12  | 2017年12月24日 | えなこの青木くんががんばったラジオ       | サンタ ※青木はもみの木コスプレ |        |      |
| #13  | 2017年12月31日 | えなこの大晦日ラジオ                     | 巫女さん                       |        |      |

### 2018年
| 回数 | 配信日         | タイトル                                           | えなこの衣装                                         | ゲスト         | 備考       |
| ---- | -------------- | -------------------------------------------------- | ---------------------------------------------------- | -------------- | ---------- |
| #14  | 2018年1月7日   | えなこの犬描けるじゃんラジオ                       | 巫女さん                                             |                |            |
| #15  | 2018年1月14日  | えなこの物忘れラジオ                               | ネコ(オリジナル衣装)                                 | ぬのこ(抱き枕) |            |
| #16  | 2018年1月21日  | えなこの食べ物よ、冷たくあれラジオ                 | パジャマ                                             |                |            |
| #17  | 2018年1月28日  | えなこの清楚系オシャレ女子の英会話ラジオ           | 私服                                                 |                |            |
| #18  | 2018年2月4日   | えなこの不器用ラジオ                               | えなこBDイベント2018グッズ ※青木もグッズTシャツ着用  |                |            |
| #19  | 2018年2月11日  | えなこの理論的ラジオ                               | 裸エプロン(彼女風)                                   |                |            |
| #20  | 2018年2月18日  | えなこの納得いかねぇラジオ                         | 雪の女王(オリジナル衣装)                             |                |            |
| #21  | 2018年2月25日  | えなこの脳がバグってるラジオ                       | 〃                                                   |                |            |
| #22  | 2018年3月4日   | えなこの無修正ラジオ                               | えなこBDイベント2018Tシャツ                          |                | 公開録音回 |
| #23  | 2018年3月11日  | えなこの瀕死ラジオ                                 | ベビードール                                         |                |            |
| #24  | 2018年3月18日  | えなこの気が弱いラジオ                             | 透けてるセーラー服                                   |                |            |
| #25  | 2018年3月25日  | えなこの中身がまるで無いラジオ                     | 〃                                                   |                |            |
| #26  | 2018年4月1日   | えなこの嘘がつけるラジオ                           | メイド(ロングスカート)                               |                |            |
| #27  | 2018年4月8日   | えなこのガチ恋に厳しいラジオ                       | 〃                                                   |                |            |
| #28  | 2018年4月15日  | えなこの歯にきをきせる(衣着せぬ)ラジオ             | メイド(オリジナル衣装)                               |                |            |
| #29  | 2018年4月22日  | えなこの無趣味ラジオ                               | 〃                                                   |                |            |
| #30  | 2018年4月29日  | えなこのありのままラジオ                           | 私服                                                 |                |            |
| #31  | 2018年5月6日   | えなこの可能性はゼロじゃないラジオ                 | 〃                                                   |                |            |
| #32  | 2018年5月13日  | えなこの17歳ラジオ                                 | 制服                                                 |                |            |
| #33  | 2018年5月20日  | えなこのコーナーが1つ消えたラジオ                  | 〃                                                   |                |            |
| #34  | 2018年5月27日  | えなこのメガネが大好きラジオ                       | ラフメイド                                           |                |            |
| #35  | 2018年6月3日   | えなこのOOps!!CD化おめでとうラジオ                 | 〃                                                   |                |            |
| #36  | 2018年6月10日  | えなこのふかしラジオ                               | ベースボールガール                                   |                |            |
| #37  | 2018年6月17日  | えなこの恋愛講座ラジオ                             | 〃                                                   |                |            |
| #38  | 2018年6月24日  | えなこの遂に!CD発売やったー!ラジオ                 | OOps!!ジャケット衣装 ※青木も同様                     |                |            |
| #39  | 2018年7月1日   | えなこのジャガイモと嘘をふかしたラジオ             | 〃                                                   |                |            |
| #40  | 2018年7月8日   | えなこの全国各地回っちゃうよラジオ                 | OOps!!アニメイトコラボ衣装                           |                |            |
| #41  | 2018年7月15日  | えなこの手洗いうがい消毒ラジオ                     | 〃                                                   |                |            |
| #42  | 2018年7月22日  | えなこの神対応ラジオ                               | 浴衣(イチゴと花柄)                                   |                |            |
| #43  | 2018年7月29日  | えなこの来年はファーストクラスラジオ               | 〃                                                   |                |            |
| #44  | 2018年8月5日   | えなこの脱衣ラジオ                                 | 水着(私服から脱衣)                                   |                |            |
| #45  | 2018年8月12日  | えなこの多趣味ラジオ                               | 水着                                                 |                |            |
| #46  | 2018年8月19日  | えなこのアーティストラジオ                         | エルフ(オリジナル衣装)                               |                |            |
| #47  | 2018年8月26日  | えなこのCD発売おめでとう!ラジオ                    | 〃                                                   |                |            |
| #48  | 2018年9月2日   | えなこのお水おいしい?ラジオ                        | OOps!!衣装アニサマ仕様 ※青木も同様                   |                |            |
| #49  | 2018年9月9日   | えなこの映画を見ようラジオ                         | 〃                                                   |                |            |
| #50  | 2018年9月16日  | えなこの働きたくないラジオ                         | 制服(サイズ小さめ)                                   |                |            |
| #51  | 2018年9月23日  | えなこのお姫様ラジオ                               | 〃                                                   |                |            |
| #52  | 2018年9月30日  | えなこの1周年おめでとうラジオ                      | ドレス                                               |                |            |
| #53  | 2018年10月7日  | えなこのテーピング講座ラジオ                       | 〃                                                   |                |            |
| #54  | 2018年10月14日 | えなこのちょっと早めのハロウィンラジオ             | 魔女っ子                                             |                |            |
| #55  | 2018年10月21日 | えなこの家族ぐるみラジオ                           | 〃                                                   |                |            |
| #56  | 2018年10月28日 | えなこのハロウィンラジオ                           | ヴァンパイア(オリジナル衣装) ※青木はカボチャコスプレ |                |            |
| #57  | 2018年11月4日  | えなこの裏で悪いことやってないよラジオ             | 〃                                                   |                |            |
| #58  | 2018年11月11日 | えなこのインスタ女王ラジオ                         | 狼なウエイトレス(オリジナル衣装)                     |                |            |
| #59  | 2018年11月18日 | えなこの私のタイツはどこに行っちゃったの?ラジオ    | 〃                                                   |                |            |
| #60  | 2018年11月25日 | えなこの私服がダサいラジオ                         | クラシカルロングメイド                               |                |            |
| #61  | 2018年12月2日  | えなこのコスプレって楽しいよラジオ                 | 〃                                                   |                |            |
| #62  | 2018年12月9日  | えなこの私が王様だラジオ                           | 私服(クマ)                                           |                |            |
| #63  | 2018年12月16日 | えなこの心霊ラジオ                                 | ウサちゃんサンタ                                     |                |            |
| #64  | 2018年12月23日 | えなこの悪夢再びラジオ                             | 〃 ※青木は雪だるまコスプレ                           |                |            |
| #65  | 2018年12月30日 | えなこのこのウイッグは間違っているのだろうかラジオ | ヘスティア(ダンまち)                                 |                |            |

### 2019年
| 回数 | 配信日         | タイトル                                                   | えなこの衣装                                               | ゲスト   | 備考       |
| ---- | -------------- | ---------------------------------------------------------- | ---------------------------------------------------------- | -------- | ---------- |
| #66  | 2019年1月6日   | えなこの先見の明があるラジオ                               | 巫女風(オリジナル衣装)                                     |          |            |
| #67  | 2019年1月13日  | えなこの料理オフをやろうのラジオ                           | 〃                                                         |          |            |
| #68  | 2019年1月20日  | えなこのくろねこさん、結婚しよう!ラジオ                    | BDイベント2019オリジナルドレス                             | くろねこ |            |
| #69  | 2019年1月27日  | えなこの制服がまだイケるラジオ                             | セーラー服                                                 |          |            |
| #70  | 2019年2月3日   | えなこの私が舞台挨拶に出るのは間違っているだろうかラジオ   | ヘスティア(ダンまち)                                       |          |            |
| #71  | 2019年2月10日  | えなこの裸足で逃げてきた女ではありませんラジオ             | ジェラピケバレンタインパジャマ                             |          |            |
| #72  | 2019年2月17日  | えなこのバレンタインプロレスラジオ                         | 裸エプロン(新妻風)                                         |          |            |
| #73  | 2019年2月24日  | えなこの従順なラジオ                                       | 囚われのお姫様                                             |          |            |
| #74  | 2019年3月3日   | えなこの坊主の人みんなジェイソン・ステイサムに見えるラジオ | チャイナ服 ※青木はUNDERTALEの公式Tシャツ                   |          |            |
| #75  | 2019年3月10日  | えなこのドスケベ下着フェチラジオ                           | 〃                                                         |          |            |
| #76  | 2019年3月17日  | えなこの地味な女の子よ、エッチであれ!ラジオ                | 私服(身近にいそうな女の子風)                               |          |            |
| #77  | 2019年3月24日  | えなこの自己顕示欲ひたひたラジオ                           | 〃                                                         |          |            |
| #78  | 2019年3月31日  | えなこの写真集発売!おめでとうラジオ                        | セーラー服(オリジナル衣装)                                 |          |            |
| #79  | 2019年4月7日   | えなこのハッシュタグピカピカ春うららラジオ                 | 〃                                                         |          |            |
| #80  | 2019年4月14日  | えなこの映像グッズを作ろうラジオ                           | ネコちゃん                                                 |          |            |
| #81  | 2019年4月21日  | えなこのいつまでも少女でいたいラジオ                       | 〃                                                         |          |            |
| #82  | 2019年4月28日  | えなこの初!映画デビューラジオ                              | 森ガール(北米田舎娘風)                                     |          |            |
| #83  | 2019年5月5日   | えなこの顔文字講座ラジオ                                   | 〃                                                         |          |            |
| #84  | 2019年5月12日  | えなこのでも、これからも甘やかしてほしいラジオ             | ウエディングドレス                                         | 乾曜子   | 公開録音回 |
| #85  | 2019年5月19日  | えなこの初!男装ラジオ                                      | 青木佑磨(男装) ※青木はえなこのコスプレ(女装)               |          | 公開録音回 |
| #86  | 2019年5月26日  | えなこの顔が面白いラジオ                                   | セクシーなチャイナ服                                       |          |            |
| #87  | 2019年6月2日   | えなこのどうでもよくないラジオ                             | 〃                                                         |          |            |
| #88  | 2019年6月9日   | えなこのお母さん大好きラジオ                               | ドリームシープ(ガーリーピンク)                             |          |            |
| #89  | 2019年6月16日  | えなこの自パイ自お尻ラジオ                                 | 〃                                                         |          |            |
| #90  | 2019年6月23日  | えなこの美ボディ講座ラジオ                                 | ひまわり水着                                               |          |            |
| #91  | 2019年6月30日  | えなこの夏コミよろしくねラジオ                             | 〃                                                         |          |            |
| #92  | 2019年7月7日   | えなこの初恋なんてなかったラジオ                           | ドリームシープ(シープホワイト) ※青木もカチューシャのみ着用 |          |            |
| #93  | 2019年7月14日  | えなこのえなこ山になりたいラジオ                           | 〃                                                         | 吉田早希 |            |
| #94  | 2019年7月21日  | えなこのわかりあえなかったラジオ                           | オフショル水着                                             |          |            |
| #95  | 2019年7月28日  | えなこのときめいたラジオ                                   | 〃                                                         |          |            |
| #96  | 2019年8月4日   | えなこの過去編も愛してほしいラジオ                         | ユニコーンちゃん(オリジナル衣装)                           |          |            |
| #97  | 2019年8月11日  | えなこのありがとう中日ドラゴンズラジオ                     | 〃                                                         |          |            |
| #98  | 2019年8月18日  | えなこの夏コミお疲れ様ラジオ                               | C96 3日目着用私服                                          |          |            |
| #99  | 2019年8月25日  | えなこの始球式ありがとうラジオ                             | ドアラモチーフコスプレ                                     |          |            |
| #100 | 2019年9月1日   | えなこの101回目以降もこんな感じでやりますラジオ            | マドラスチェックメイド(ブラウン)                           |          |            |
| #101 | 2019年9月8日   | えなこの秋の思い出を頑張りますラジオ                       | 〃                                                         |          |            |
| #102 | 2019年9月15日  | えなこの冷や飯フォトブックラジオ                           | 制服                                                       |          |            |
| #103 | 2019年9月22日  | えなこの毎日色々あるラジオ                                 | 〃                                                         |          |            |
| #104 | 2019年9月29日  | えなこの大変申し訳ございませんラジオ                       | 私服                                                       |          |            |
| #105 | 2019年10月6日  | えなこの芋煮パーティラジオ                                 | スーツ、禊の水着                                           |          |            |
| #106 | 2019年10月13日 | えなこのアメコミあやふやラジオ                             | メンヘラナース                                             |          |            |
| #107 | 2019年10月20日 | えなこのFrancfranc女子ラジオ                               | 〃                                                         |          |            |
| #108 | 2019年10月27日 | えなこのバカを演じろ!ラジオ                                | ファスナース ※青木はパンダのコスプレ                       |          |            |
| #109 | 2019年11月3日  | えなこの引退詐欺ラジオ                                     | 〃                                                         |          |            |
| #110 | 2019年11月10日 | えなこの影響されがちラジオ                                 | パンダのパジャマ ※青木は冒頭のみパンダのコスプレ           |          |            |
| #111 | 2019年11月17日 | えなこのジモッティーラジオ                                 | 〃                                                         |          |            |
| #112 | 2019年11月24日 | えなこのオソロっちにしたいラジオ                           | キョンシー(オリジナル衣装)                                 |          |            |
| #113 | 2019年12月1日  | えなこの流行りに乗っていけラジオ                           | 〃                                                         |          |            |
| #114 | 2019年12月8日  | えなこの子ブタちゃん集結ラジオ                             | サンタ(2019年バージョン)                                   |          |            |
| #115 | 2019年12月15日 | えなこのロマンに縁がないラジオ                             | 〃                                                         |          |            |
| #116 | 2019年12月22日 | えなこの合理的なクリスマスラジオ                           | 〃 ※青木はトナカイのコスプレ                               |          |            |
| #117 | 2019年12月29日 | えなこの来年は曲が出ますようにラジオ                       | モフモフのネコ(オリジナル衣装)                             |          |            |

### 2020年
| 回数  | 配信日         | タイトル                                 | えなこの衣装                                       | ゲスト           | 備考 |
| ----- | -------------- | ---------------------------------------- | -------------------------------------------------- | ---------------- | ---- |
| #118  | 2020年1月5日   | えなこの2020年もよろしくねラジオ         | モフモフのネコ(オリジナル衣装)                     |                  |      |
| #119  | 2020年1月12日  | えなこの今年もたくさん祝ってねラジオ     | 〃                                                 |                  |      |
| #120  | 2020年1月19日  | えなこのお誕生日おめでとうラジオ         | BDイベント2020オリジナル衣装                       |                  |      |
| #121  | 2020年1月26日  | えなこの26歳もよろしくラジオ             | 〃                                                 |                  |      |
| #122  | 2020年2月2日   | えなこの完パケラジオ                     | 私服                                               |                  |      |
| #123  | 2020年2月9日   | えなこのプレゼントが霞んだラジオ         | 〃                                                 | 乾曜子           |      |
| #124  | 2020年2月16日  | えなこの美容マスターになろうラジオ       | シースルーメイド                                   |                  |      |
| #125  | 2020年2月23日  | えなこのプライベートは・・・ラジオ       | 〃                                                 |                  |      |
| #126  | 2020年3月1日   | えなこの当たり前ラジオ                   | マドラスチェックメイド(ピンク)                     |                  |      |
| #127  | 2020年3月8日   | えなこの趣味がひとつ増えそうなラジオ     | 〃                                                 |                  |      |
| #128  | 2020年3月15日  | えなこの八木さんと仲良くなりたいラジオ   | ショコラ(ネコぱら)                                 | 八木侑紀         |      |
| #129  | 2020年3月22日  | えなこの着せ替え人形がほしいラジオ       | 〃                                                 |                  |      |
| #130  | 2020年3月29日  | えなこの新曲完成ラジオ                   | 私服(えなコスTV#8収録時に購入）                    |                  |      |
| #131  | 2020年4月5日   | えなこの料理を極めたいラジオ             | 〃                                                 |                  |      |
| #132  | 2020年4月12日  | えなこの国ラジオ                         | 春のトレンドを取り入れた私服                       |                  |      |
| #133  | 2020年4月26日  | えなこのコミカライズラジオ               | 〃                                                 |                  |      |
| #134  | 2020年5月10日  | えなこのオンラインで繋がろうラジオ       | えなコスTV最終回で披露した新衣装                   | 石飛恵里花       |      |
| #135  | 2020年5月24日  | えなこの新宿にいそうな女ラジオ           | 春服(ウサギメイク・黒マスク)                       |                  |      |
| #136  | 2020年6月7日   | えなこのエサラジオ                       | 〃                                                 |                  |      |
| #137  | 2020年6月21日  | えなこのオタ友ラジオ                     | えなコスTV最終回で披露した新衣装                   | 石飛恵里花       |      |
| #138  | 2020年6月28日  | えなこの大女優ラジオ                     | 〃                                                 |                  |      |
| #139  | 2020年7月5日   | えなこの賢者ラジオ                       | 貴族の魔法使い(ローブと私服)                       |                  |      |
| #140  | 2020年7月12日  | えなこの漫画研究会ラジオ                 | 〃                                                 |                  |      |
| #141  | 2020年7月19日  | えなこの3年越しの夢が叶ったラジオ        | Colorful Fairy Voyage♪のMV衣装1                    | キズナアイ       |      |
| #142  | 2020年7月26日  | えなこの性格がめっちゃいいラジオ         | 〃                                                 |                  |      |
| #143  | 2020年8月2日   | えなこの目標は家に呼ぶラジオ             | Colorful Fairy Voyage♪のMV衣装2                    |                  |      |
| #144  | 2020年8月9日   | えなこの周りのためにブチ切れラジオ       | 〃                                                 |                  |      |
| #145  | 2020年8月16日  | えなこのスペースえなこラジオ             | 宇宙ネコTシャツ ※青木も同様                        |                  |      |
| #146  | 2020年8月23日  | えなこの未来で待ってるラジオ             | 〃                                                 |                  |      |
| #147  | 2020年8月30日  | えなこのえなこわーるど全開ラジオ         | えなこわーるどジャケット裏衣装 ※青木も同様         |                  |      |
| #148  | 2020年9月6日   | えなこのエナエナラジオ                   | 〃                                                 |                  |      |
| #149  | 2020年9月13日  | えなこの歌詞あやふやラジオ               | ゆめかわアイドル(オリジナル衣装)                   |                  |      |
| #150  | 2020年9月20日  | えなこのもう一度あの場所に行きたいラジオ | 〃                                                 |                  |      |
| #151  | 2020年9月27日  | えなこの察してほしいラジオ               | 清楚な私服風ワンピース                             |                  |      |
| #152  | 2020年10月4日  | えなこの持続力皆無ラジオ                 | 〃                                                 |                  |      |
| #153  | 2020年10月11日 | えなこの私は悪くないラジオ               | チェシャ猫(オリジナル衣装) ※青木はネズミのコスプレ |                  |      |
| #154  | 2020年10月18日 | えなこのハロウィンはこれからラジオ       | 〃                                                 |                  |      |
| #155  | 2020年10月25日 | えなこの主人公は私ラジオ                 | DIABOLIK LOVERS女子制服 ※青木は同作男子制服        |                  |      |
| #156  | 2020年11月1日  | えなこの次は差し入れラジオ               | 〃                                                 |                  |      |
| #157  | 2020年11月8日  | えなこのアーティスト目前ラジオ           | 私服(ニット)                                       |                  |      |
| #158  | 2020年11月15日 | えなこのカリスマラジオ                   | 〃                                                 |                  |      |
| #159  | 2020年11月22日 | えなこの仮歌がすごいラジオ               | Mika Pikazoコラボ(オリジナル衣装)                  |                  |      |
| #160  | 2020年11月29日 | えなこの捌いていく〜!ラジオ              | 〃                                                 |                  |      |
| #161  | 2020年12月6日  | えなこのいつかデュエットを!ラジオ        | ドレス・レ・コードジャケット衣装                   | オーイシマサヨシ |      |
| #162  | 2020年12月13日 | えなこのオタク的アオハルラジオ           | 〃                                                 |                  |      |
| #163  | 2020年12月20日 | えなこの来年は、アニソンシンガー!?ラジオ | 〃                                                 |                  |      |
| # 164 | 2020年12月26日 | えなこの文化人ラジオ                     | 「名探偵はキミに告ぐ」MV衣装（黒猫バージョン）     |                  |      |

### 2021年
| 回数 | 超!A&G+ 配信日 | タイトル                  | えなこの衣装                                   | ゲスト     | 出典 |
| ---- | -------------- | ------------------------- | ---------------------------------------------- | ---------- | ---- |
| 165  | 01月03日       | えなこの犬になるラジオ    | 「名探偵はキミに告ぐ」MV衣装（黒猫バージョン） |            |      |
| 166  | 01月10日       | 今年こそは"演技を!"ラジオ | 〃                                             |            |      |
| 167  | 01月17日       | えなこの家が飲み屋ラジオ  | ニットのワンピース                             |            |      |
| 168  | 01月24日       | モルカー普及ラジオ        | 〃                                             |            |      |
| 169  | 01月31日       | えなこの草野姉貴ラジオ    | 胸の辺りが大きく開いている黒い私服             | 草野華余子 |      |
| 170  | 02月07日       |                           |                                                |            |      |
| 171  | 02月14日       |                           |                                                |            |      |
| 172  | 02月21日       |                           |                                                |            |      |
| 173  | 02月28日       |                           |                                                |            |      |
| 174  | 03月07日       |                           |                                                |            |      |
| 175  | 03月14日       |                           |                                                |            |      |
| 176  | 03月21日       |                           |                                                |            |      |
| 177  | 03月28日       |                           |                                                |            |      |
| 178  | 04月04日       |                           |                                                |            |      |
| 179  | 04月11日       |                           |                                                |            |      |
| 180  | 04月18日       |                           |                                                |            |      |
| 181  | 04月25日       |                           |                                                |            |      |
| 182  | 05月02日       |                           |                                                |            |      |
| 183  | 05月09日       |                           |                                                |            |      |
| 184  | 05月16日       |                           |                                                |            |      |
| 185  | 05月23日       |                           |                                                |            |      |
| 186  | 05月30日       |                           |                                                |            |      |
| 187  | 06月06日       |                           |                                                |            |      |
| 188  | 06月13日       |                           |                                                |            |      |
| 189  | 06月20日       |                           |                                                |            |      |
| 190  | 06月27日       |                           |                                                |            |      |
| 191  | 07月04日       |                           |                                                |            |      |
| 192  | 07月11日       |                           |                                                |            |      |
| 193  | 07月18日       |                           |                                                |            |      |
| 194  | 07月25日       |                           |                                                |            |      |
| 195  | 08月01日       |                           |                                                |            |      |
| 196  | 08月08日       |                           |                                                |            |      |
| 197  | 08月22日       |                           |                                                |            |      |
| 198  | 08月29日       |                           |                                                |            |      |
| 199  | 09月05日       |                           |                                                |            |      |
| 200  | 09月12日       |                           |                                                |            |      |
| 201  | 09月19日       |                           |                                                |            |      |
| 202  | 09月26日       |                           |                                                |            |      |
| 203  | 10月03日       |                           |                                                |            |      |
| 204  | 10月10日       |                           |                                                |            |      |
| 205  | 10月17日       |                           |                                                |            |      |
| 206  | 10月24日       |                           |                                                |            |      |
| 207  | 10月31日       |                           |                                                |            |      |
| 208  | 11月07日       |                           |                                                |            |      |
| 209  | 11月14日       |                           |                                                |            |      |
| 210  | 11月21日       |                           |                                                |            |      |
| 211  | 11月28日       |                           |                                                |            |      |
| 212  | 12月05日       |                           |                                                |            |      |
| 213  | 12月12日       |                           |                                                |            |      |
| 214  | 12月19日       |                           |                                                |            |      |
| 215  | 12月26日       |                           |                                                |            |      |

### 2025年
| 回数 | 超!A&G+ 配信日 | タイトル                                   | えなこの衣装                           | ゲスト       | 出典   |
| ---- | -------------- | ------------------------------------------ | -------------------------------------- | ------------ | ------ |
| 373  | 01月05日       | えなこのぽんぽこえなこりんラジオ           |                                        |              | [ 27 ] |
| 374  | 01月12日       | えなこのやっぱりお風呂に入ろうラジオ       | バスローブ                             |              | [ 28 ] |
| 375  | 01月19日       | えなこのやっぱり犬はラジオ                 | 私服                                   |              | [ 29 ] |
| 376  | 01月26日       | えなこの一緒に幸せになりたいラジオ         | 〃                                     | うどんちゃん | [ 30 ] |
| 377  | 02月02日       | えなこのMCにサプライズラジオ               | 〃                                     | 〃           | [ 31 ] |
| 378  | 02月09日       | えなこのドタバタバースデーラジオ           |                                        |              | [ 32 ] |
| 379  | 02月16日       | えなこの受験経験ラジオ                     |                                        |              | [ 33 ] |
| 380  | 02月23日       | えなこの青木さんボッチ誕生日ラジオ         | 私服                                   |              | [ 34 ] |
| 381  | 03月02日       | えなこのマジのオタクが来たラジオ           | 〃                                     | 進藤あまね   | [ 35 ] |
| 382  | 03月09日       | えなこのグローバルレイヤーラジオ           |                                        |              | [ 36 ] |
| 383  | 03月16日       | えなこのかすちゃんとアニメありがとうラジオ |                                        | AVAM         | [ 37 ] |
| 384  | 03月23日       |                                            |                                        | 小川華果     | [ 6 ]  |
| 385  | 03月30日       | えなこの中身までロックラジオ               | 「ENACHORD」ジャケット衣装 ※青木も同様 |              | [ 38 ] |

#### 地上波放送およびQloveR配信移行後
| 回数 | 地上波 放送日 | QloveR 配信日 | タイトル                                   | えなこの衣装                           | ゲスト              | 出典          |
| ---- | ------------- | ------------- | ------------------------------------------ | -------------------------------------- | ------------------- | ------------- |
| 386  | 04月04日      | 04月06日      | えなこの私はモグララジオ                   | 「ENACHORD」ジャケット衣装 ※青木も同様 |                     | [ 39 ]        |
| 387  | 04月11日      | 04月13日      | えなこの文化放送 (とムービック) LOVEラジオ | 私服                                   |                     | [ 40 ]        |
| 388  | 04月18日      | 04月20日      | えなこの内閣府公認コスプレイヤーラジオ     | 〃                                     |                     | [ 41 ]        |
| 389  | 04月25日      | 04月27日      | えなこの夜更かしがんばれラジオ             | 〃                                     |                     | [ 42 ]        |
| 390  | 05月02日      | 05月04日      | えなこのもう一度バイトしたいラジオ         | 〃                                     |                     | [ 43 ]        |
| 391  | 05月09日      | 05月11日      | えなこの平成が恋しいラジオ                 | 〃                                     |                     | [ 44 ]        |
| 392  | 05月16日      | 05月18日      | えなこの全部努力ラジオ                     | 〃                                     |                     | [ 45 ]        |
| 393  | 05月23日      | 05月25日      | えなこのイベントいっぱいラジオ             | ジャージ                               |                     | [ 46 ]        |
| 394  | 05月30日      | 06月01日      | えなこのSNSを活用しようラジオ              | 〃                                     |                     | [ 47 ]        |
| 395  | 06月06日      | 06月08日      | えなこのエンタメ祭りラジオ                 |                                        | 青山ひかる 御寺ゆき | [ 48 ] [ 49 ] |
| 396  | 06月13日      | 06月15日      | えなこの名古屋は良い所ラジオ               |                                        |                     | [ 50 ]        |
| 397  | 06月20日      | 06月22日      | えなこの喉の画質ガビガビラジオ             |                                        |                     | [ 51 ]        |
| 398  | 06月27日      | 06月29日      | えなこのみんなマブダチラジオ               |                                        |                     | [ 52 ]        |
| 399  | 07月04日      | 07月06日      | えなこの一人だったらもたないラジオ         |                                        |                     | [ 53 ]        |
| 400  | 07月11日      | 07月13日      | えなこの忍たま沼ラジオ                     |                                        |                     | [ 54 ]        |
| 401  | 07月18日      | 07月20日      | えなこの○○してみたラジオ                   |                                        |                     | [ 55 ]        |
| 402  | 07月25日      | 07月27日      | えなこの平成が一番好きラジオ               |                                        |                     | [ 56 ]        |
| 403  | 08月01日      | 08月03日      | えなこの即攻元気だけじゃダメですか？ラジオ | ジャージ                               |                     | [ 57 ] [ 58 ] |
| 404  | 08月08日      | 08月10日      | えなこの記憶は才能ラジオ                   | 〃                                     |                     | [ 59 ]        |
| 405  | 08月15日      | 08月17日      | えなこの即断即決Party！ラジオ              |                                        |                     | [ 60 ]        |

## イベント
「えなこの○○ラジオ」公開収録イベント&撮影会
2018年2月18日 - 科学技術館サイエンスホール
「えなこの○○ラジオ」第2回公開収録イベント&撮影会
2019年5月5日 - 文化放送メディアプラスホール

### リリースイベント
- えなこの○○ラジオ テーマソングCD「OOps!!」[63][64]
  - 2018年9月15日 - アニメイト横浜
  - 2018年9月24日 - タワーレコード新宿[65]
  - 2018年9月24日 - タワーレコード渋谷[66]
  - 2018年9月29日 - HMVエソラ池袋[67]
  - 2018年10月6日 - アニメイト大阪日本橋 ※青木は欠席
  - 2018年10月8日 - 名古屋第3太閤ビル
  - 2018年10月20日 - 小倉あるあるCity
  - 2018年10月27日 - アニメイト札幌
  - 2018年10月28日 - アニメイト仙台
  - 2018年11月17日 - アニメイト秋葉原

### その他
- Animelo Summer Live 2018 アニサマ OK! ステージ[68]
  - 2018年8月25日 - けやきひろば
- アニ玉祭2018 スペシャルライブPRステージ[69]
  - 2018年10月14日 - 大宮ソニックシティPRステージ
- アニ玉祭2018 スペシャルライブ[70]
  - 2018年10月14日 - 大宮ソニックシティ大ホール
- 浜松町グリーンサウンドフェスタ〜浜祭〜2018 IN 東京タワーステージ 第三部「えなこの○○ラジオ」[71]
  - 2018年11月3日 - 東京タワー特設ステージ

## 関連商品

### CD
- 2018年8月31日発売 えなこの○○ラジオ テーマソングCD「OOps!!」[72] MOEA-0001 オリコン最高69位

1. OOps!! - 歌：えなこ×青木佑磨、作詞・作曲：青木佑磨、編曲：ミヤマジュン
2. キミに♡メタモルフォーゼ - 歌：えなこ×青木佑磨、作詞・作曲：青木佑磨、編曲：杉浦"ラフィン"誠一郎
3. 鋼鉄の絆〜we are the animate〜 - 歌：えなこ、作詞・作曲・編曲：Massive New Krew
4. OOps!! (Off Vocal)
5. キミに♡メタモルフォーゼ (Off Vocal)
6. 鋼鉄の絆〜we are the animate〜 (Off Vocal)

- 2020年8月28日発売 「えなこわーるど」[73][13] MOEA-0002

1. Colorful Fairy Voyage♪ - 歌：えなこ、プロデュース：木皿陽平(Stray Cats)、作詞：真崎エリカ、作曲・編曲：本多友紀(Arte Refact)
2. 届け! W○○KEND - 歌：えなこ＆青木佑磨、作詞・作曲：青木佑磨、編曲：杉浦"ラフィン"誠一郎
3. おさんぽソング - 歌：えなこ＆青木佑磨、作詞・作曲：青木佑磨、編曲：杉浦"ラフィン"誠一郎
4. Colorful Fairy Voyage♪ -Karaoke-
5. 届け! W○○KEND -Karaoke-
6. おさんぽソング -Karaoke-

- 2025年3月28日発売 えなこの○○ラジオ テーマソング「ENACHORD（えなこーど）」[16] MOEA-0009

1. わたしの世界ちゃん - 歌：えなこ＆青木佑磨、作詞・作曲：青木佑磨、編曲：杉浦"ラフィン"誠一郎
2. アンチェイン - 歌：えなこ＆青木佑磨、作詞・作曲：青木佑磨、編曲：杉浦"ラフィン"誠一郎
3. わたしの世界ちゃん -Karaoke-
4. アンチェイン -Karaoke-

同年4月11日より各音楽配信サイトでダウンロード及びストリーミング配信を開始。

### グッズ
- 2018年2月25日発売 えなこのだきまくら [75]
  - 完全受注生産商品。予約者に先着で2018年2月18日開催の「えなこの○○ラジオ」公開収録イベント&撮影会の参加権がついていた[61]。
- 2018年9月15日発売 OOps!! Tシャツ [76]
  - 「OOps!!」リリースイベント(タワーレコード・HMV会場を除く)でのみ販売。
- 2018年9月24日発売 えなこのB2タペストリーA (ラジオ衣装) [77]
- 2018年9月24日発売 えなこのB2タペストリーB (アニメイトコラボ衣装) [78]
- 2018年9月24日発売 えなこの缶バッジ3個セット [79]
- 2018年9月24日発売 「えなこと◯◯におでかけ」スタンド付アクリルキーホルダーコレクション [80]
  - 上記4点は2018年8月10日〜12日に開催されたコミックマーケット94アニメイトグループブースにて先行販売された[81]。
- 2019年2月10日発売 えなこ特大ステッカー A4サイズ [82]
- 2019年2月10日発売 ステッカーセット (3枚組) [83]
  - 上記2点は2018年12月29〜31日に開催されたコミックマーケット95フロンティアワークスブースにて先行販売された[84]。
- 2020年8月28日発売 えなこわーるど トレーディングブロマイド5枚セット A.えなコスTV ver. [85]
- 2020年8月28日発売 えなこわーるど トレーディングブロマイド5枚セット B.えなラジ ver. [86]